# Tillandsia mixtecorum
Tillandsia mixtecorum là một loài thuộc chi Tillandsia. Đây là loài đặc hữu của México.